# Gerhard Holm
Edvard Johan Gerhard Holm, född 19 april 1853 i Stockholm, död där 21 juni 1926 i Stocksund, var en svensk paleontolog. 

## Biografi
Holm blev 1872 student vid Uppsala universitet, 1879 filosofie kandidat, 1882 filosofie licentiat, 1883 filosofie doktor och docent i mineralogi och geologi samt upprätthöll professuren i dessa ämnen där 1885–1886 och större delen av 1887. Under åren 1875–1876 var Holm extrageolog vid Sveriges geologiska undersökning (SGU) och 1887 blev han paleontolog och biträdande geolog samt 1889 geolog vid SGU. Under tiden på SGU var Holm även skattmästare för Geologiska Föreningen.
Det var under sin tid på SGU som Holm var som mest vetenskapligt produktiv. Holm beskrev ett stort antal trilobiter, graptoliter, bläckfiskar, hyolitider och conularider. Han lade även fram en hypotes om släktskap mellan  sjöskorpionerna, kräftdjuren och spindeldjuren, vilken vid den här tiden sågs som grundläggande. En stor del av Holms taxonomiska och systematiska arbeten har haft stor betydelse för förståelsen av dessa djurgrupper.
Under åren 1901–1922 var Holm anställd som intendent för avdelningen för fossila djur vid Naturhistoriska riksmuseet. År 1901 blev han ledamot av Vetenskapsakademien och 1915 av Fysiografiska sällskapet i Lund.
Han var gift med Olivia Palmquist och de fick tillsammans två döttrar, Gea och Ella.